# 裕廊东
裕廊东（英語：Jurong East）是位于新加坡西部地区的规划区和居民地，西边是裕廊西和文礼 ，东边是金文泰 ，北边是登加和武吉巴督 ，南边是裕廊海峡。 

## 历史
裕廊的发展始于20世纪70年代，当时文礼、达曼裕廊、武吉巴督、武吉甘泊、丰加、德曼花园和裕华等住宅区建成，主要是因为丰加（今天的登加）及周边地区重新安置村庄。裕华、德曼花园、武吉巴督、武吉甘泊和组成了裕廊东。 

## 行政区划
裕廊东总共有10个区。
- 裕廊海港
- 本茱鲁
- 裕廊河
- 德曼花园
- 湖畔
- 裕廊商业大道
- 国际商业园
- 卓源
- 裕华东
- 裕华西

### 政治
北部区域位于裕廊集选区，南部区域位于西海岸集选区。 

### 教育
裕廊东有3所小学和4所中学。 
- 英联邦中学
- 克雷斯特中学
- 富华小学（同潘丹小学合并）
- 裕廊小学
- 裕廊维尔中学
- 裕华中学
- 裕华小学

## 娱乐

### 体育
- 裕廊东体育娱乐中心

### 闲暇
- 裕廊湖公园
- 潘丹花园公园连道
- 裕廊公园连道
- 卓源邻里公园
- 香兰花园休闲公园
- 潘丹水库健身角
- 裕廊乡村俱乐部
- 丰加东邻里公园
- 裕华村邻里公园

### 旅游景点
裕廊东有3个旅游景点： 
- 科学中心
- 雪城
- 裕华园

### 庙宇
- 通淮庙
- 武吉知马修德善堂
- 杨桃园城隍庙

## 交通

### 道路
裕廊东通过泛岛高速公路（PIE）和亚逸拉惹高速公路（AYE）与新加坡其他地区相连。 
- 裕廊市政厅道与两条高速公路相连，包括文礼、裕华、裕廊区域中心、国际商业园、裕廊湖和德班花园。
- 卓源通过卓源路与PIE相连，而裕廊运河路则为文礼提供了另一种交通方式，可以前往（大士）和（樟宜） PIE 。
- 从AYE出发，主干道裕廊码头路，裕廊码头路和彭鲁路（以及小道德班花园新月道）将车辆指向裕廊河、Penjuru Crescent和裕廊港 。
- 文礼道和惹兰布罗是裕廊东的另外两条主干道，连接该地区各个分区。

### 公共交通

#### 大众捷运
裕廊东有2个地铁站 - 裕廊东和裕华园 。

#### 公交
裕廊东巴士枢纽于1985年开始运营，后分別于2011年12月17日及2020年12月6日先後兩次移至临时用地。 除51,52,105,160,197和506外，其它所有巴士服务于2016年6月12日移交给易塔通新加坡公司。  

## 经济
在裕廊港、裕廊河、Penjuru Crescent以及卓源和德班花园的部分地区，有用于商业活动的地方。 

### 裕廊湖区
由裕廊湖、裕廊区域中心、国际商务园和卓源南段组成的裕廊湖区是一个主要的区域中心。作为一个迷人的地方，它远离新加坡中环区 ，以满足企业的各种需求并为居住在新加坡西部地区的人民提供更贴近的就业机会。 

#### 国际商业园
国际商业园位于由JTC集团管理的高科技商业园——裕廊门对面。 

#### 商业

##### 购物广场
裕廊区域中心和卓源分布有5个购物中心， 
- IMM
- 裕冰坊
- JEM
- Westgate
- 大盒子

| 购物广场 |
| -------- |
|          |
|          |
|          |

##### 镇中心
裕廊东镇中心位于裕廊区域中心 。 
| 裕廊东镇中心 |
| ------------ |
|              |